# Groot moskussentje
Het groot moskussentje (Pulvinula convexella) is een schimmel behorend tot de familie Pulvinulaceae. Het leeft saprotroof, op levermossen en mossen, op humeus zand en leem, soms ook op brandplekken.

## Verspreiding
In Nederland is het groot moskussentje vrij algemeen. Hij staat op de rode lijst in de categorie 'Kwetsbaar'.